# Expedition 56

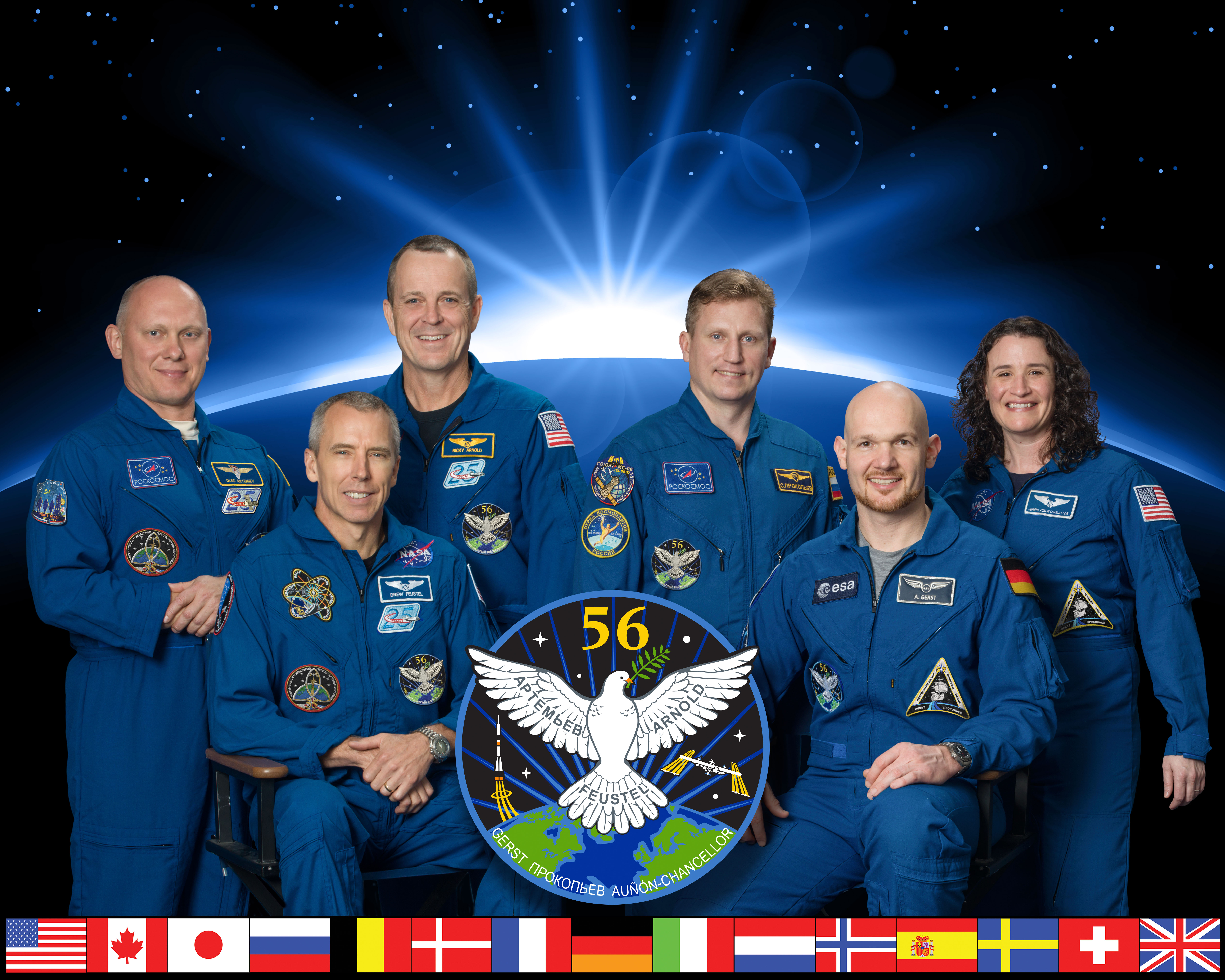
Expedition 56 besättning.

Expedition 56 var den 56:e expeditionen till Internationella rymdstationen (ISS). Expeditionen började den 3 juni 2018 då delar av Expedition 55s besättning återvände till jorden med Sojuz MS-07.
Alexander Gerst, Serena Auñón-Chancellor och Sergey Prokopyev anlände till stationen med Sojuz MS-09 den 8 juni.
Expeditionen avslutades den 4 oktober 2018, då Oleg Artemyev, Andrew J. Feustel och Richard R. Arnold återvände till jorden med Sojuz MS-08.

## Besättning
| Position       | Första delen (3 - 8 juni 2018)               | Andra delen (8 juni - 4 oktober 2018)                |
| -------------- | -------------------------------------------- | ---------------------------------------------------- |
| Befälhavare    | Andrew J. Feustel, NASA Hans tredje rymdfärd | Andrew J. Feustel, NASA Hans tredje rymdfärd         |
| Flygingenjör 1 | Oleg Artemyev, RSA Hans andra rymdfärd       | Oleg Artemyev, RSA Hans andra rymdfärd               |
| Flygingenjör 2 | Richard R. Arnold, NASA Hans andra rymdfärd  | Richard R. Arnold, NASA Hans andra rymdfärd          |
| Flygingenjör 3 |                                              | Alexander Gerst, ESA Hans andra rymdfärd             |
| Flygingenjör 4 |                                              | Serena Auñón-Chancellor, NASA Hennes första rymdfärd |
| Flygingenjör 5 |                                              | Sergey Prokopyev, RSA Hans första rymdfärd           |